# Gruß an Aachen (Rose)
Die Rosensorte Gruß an Aachen (syn. 'Salut d'Aix la Chapelle', 'White Willow Glen') ist eine perlrosa, später rahmweiß gefärbte Floribundarose, die von Philipp Geduldig 1909 eingeführt wurde. Gezüchtet wurde die Rose von L. Wilhelm Hinner aus einer Kreuzung der Remontant-Rose 'Frau Karl Druschki' und der Teehybride 'Franz Deegen'. Benannt wurde sie nach der Stadt Aachen, in der Philipp Geduldig als Gärtner tätig war.
Für die internationale Rosenzüchtung besitzt diese Rose eine besondere Bedeutung: Sie gilt als die erste Floribundarose. Der englische Rosenzüchter David Austin sieht sie als ideale Vorgängerin seiner ab den 1960er Jahren gezüchteten Englischen Rosen an, während Peter Beales diese Rose als Varietät einer modernen China-Rose bezeichnet.

## Ausbildung
Die perfekt schalenförmigen, geviertelt gefüllten Blütenrosetten duften teerosenartig nach Holunder.
In einem frühen Blütenstadium erscheinen die bis zu 9 cm großen, perlrosa bis lachsrosafarbenen Blüten mit 40 bis 50 Blütenblättern in kleinen Büscheln. Später verblassen die Farben zu einem Crème bis Rahmweiß.
Farbe und Duftintensität der Rose variiert mit dem Wetter und der Luftfeuchtigkeit.
Die 'Gruß an Aachen' bildet einen kleinen, aufrechtwachsenden Strauch aus. In mitteleuropäischen Breiten wird die Rose etwa 45 bis 90 cm hoch und 75 cm breit und eignet sich auch zur Züchtung als Kletterrose. Die remontierende Strauchrose ist winterhart und resistent gegenüber den bekannten Rosenkrankheiten.
Sie eignet sich zur Bepflanzung von Blumenrabatten, Bauerngärten, formalen Gärten und ist in vielen Rosarien der Welt zu finden. 'Gruß an Aachen' findet auch Verwendung als Schnittblume.

## Varietäten

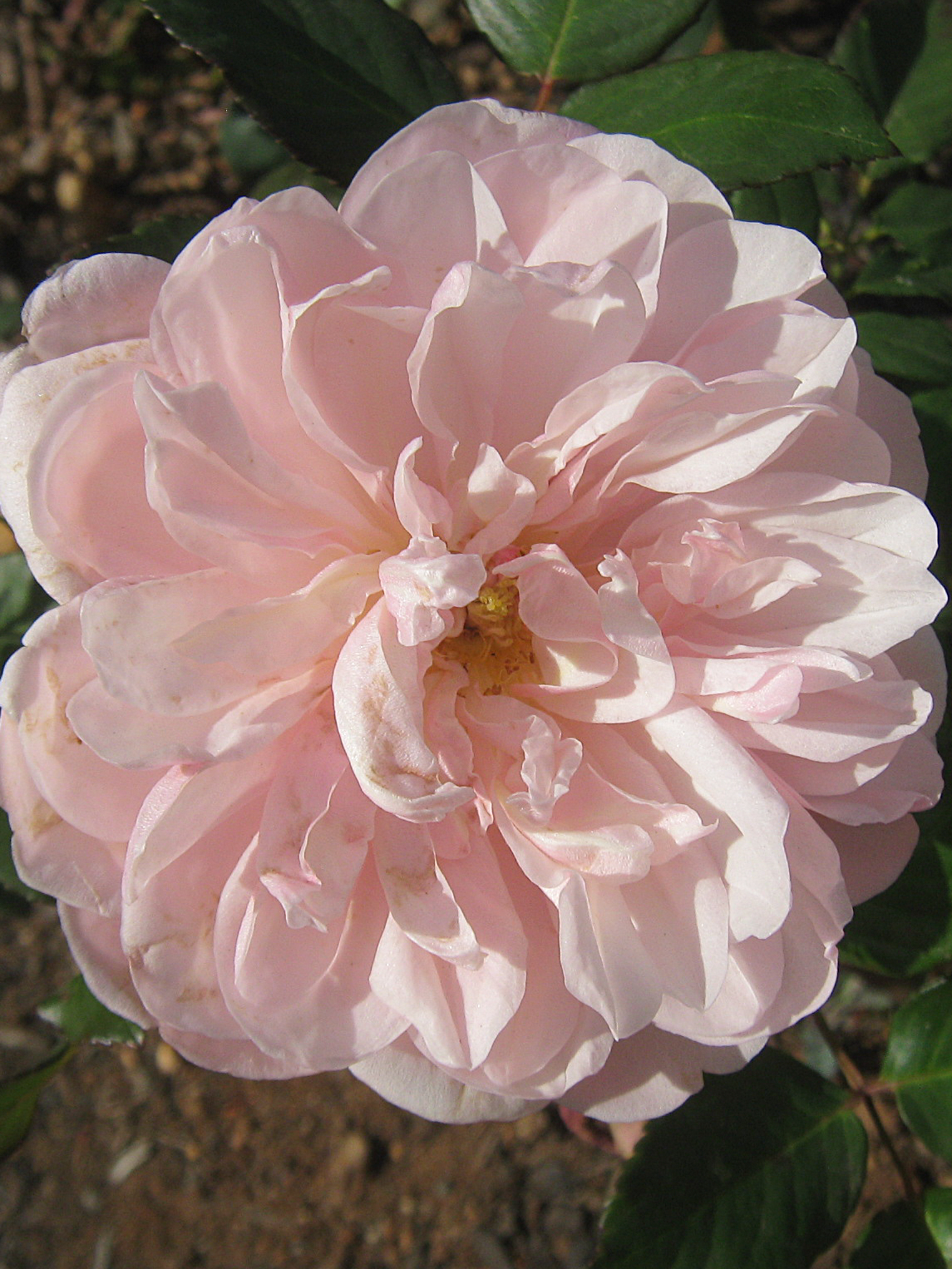
'Irene Watts' (Kluis 1929)

Die 'Gruß an Aachen' besitzt zahlreiche Sports: 'Irene Watts' (Kluis 1929), 'Rosa Gruß an Aachen' (Spek 1930), 'Minna' (Kordes 1930), 'Goldener Gruß an Aachen' (Wilhelm Kordes 1935), 'Jean Murour' (Vogel 1935), 'Climbing Gruß an Aachen' (Wilhelm Kordes 1937), 'Gruß an Aachen Superior' (Leenders 1942) und 'Weißer Gruß an Aachen' (Vogel 1944).